# عبد الحي (رسام)
عبد الحي (1374 - 1405) كان رسامًا فارسيًا مُتخصصًا في فن المنمنمات الدقيقة. امتدت مسيرته الفنية من أواخر القرن الرابع عشر إلى أوائل القرن الخامس عشر. اشتهر بلوحاته الجدارية التي زيَّنت العديد من القصور المزخرفة، بما في ذلك قصور الإمبراطورية التيمورية ولوحاته الحبرية أحادية اللون.

## الحياة المبكرة والعلاقات

### الحياة المبكرة
بدأ عبد الحي مسيرته الفنية بالتدرب على يد شمس الدين، وهو فنان آخر كان يحظى بتقدير كبير لفنه. أبرز أعمال شمس الدين كانت لوحة بلاط سلاطين الجلايير في بغداد. تلقى عبد الحي تدريبه في المقام الأول في عهد الشيخ الجلايري أويس جلاير، حيث سرعان ما أصبح رسامًا محترمًا ومطلوبًا بسبب مهارته وفنه الفريد.

### العلاقات
يرتبط عبد الحي عادة بجلاليد عويس، وهو فنان منمنمات بارز آخر. غالبًا ما يُنظر إلى أويس على أنه أبرز معلم لعبد الحي خلال مسيرته المهنية المبكرة.
كما أن عبد الحي غالبًا ما يكون مرتبطًا بالأستاذ شمس الدين، الرسام الرئيس لأويس. ويُعتقد أن علاقتهما المهنية بدأت أثناء حكم أوفيس. خلال هذه الفترة، أمضى شمس الدين الكثير من وقته وطاقته في تعليم عبد الحي، حيث أصبح فيما بعد معلم أحمد بن عويس. ويشير كثيرون إلى أن تعليم شمس الدين يمكن أن يُعزى إلى النجاح المذهل الذي حققه عبد الحي.

## الأسلوب

### التفضيلات
يُعتقد أن عبد الحي كان متخصصًا في الرسومات بالحبر أحادي اللون. على وجه التحديد، كان غالبًا ما ينشئ "رسومات بالفرشاة بالأبيض والأسود، مزينة بلمسات ذهبية ودرجات ألوان دقيقة."
كما اشتهر عبد الحي أيضًا ببراعته في رسم اللوحات الجدارية في القصر التيموري. في حين أن معظم اللوحات الجدارية التي تعود إلى فترة زمنية وهدف مماثل تصور المناظر الطبيعية والمعارك، إلا أن عددا قليلا جدا منها يصور شخصيات حية. ويتناقض عمل عبد الحي مع هذا، حيث تبتعد موضوعاته الفنية عن اتجاهات القرن الرابع عشر. ومن بين اللوحات الباقية التي يمكننا أن ننسبها إليه، يمكننا أن نرى اهتمامه الخاص برسم الحيوانات، مثل البط والأسود.

### شهادة
في حين أن الأدلة التي تدعم نظريات تخصصات عبد الحي ضئيلة، فإن تخصص الرسومات بالحبر من شأنه أن يطابق أنماط المنمنمات الشائعة في أواخر القرن الرابع عشر وأوائل القرن الخامس عشر. وقد طُرحَت نظرية مفادها أن أسلوب عبد الحي في استخدام الحبر أحادي اللون قد أثر على أنماط واتجاهات اللوحات الجدارية لأن الكثير من أعماله يتم تمثيلها بشكل أحادي اللون.
كما نُسبت إلى عبد الحي أعمال غير أحادية اللون، مما يتناقض بشكل مباشر مع الأدلة التي تشير إلى تخصصاته أحادية اللون. في إحدى القطع الفنية المحددة، تم تنفيذ صورة لأمير نائم بالألوان الكاملة وبأسلوب أقرب إلى أسلوب جونايد بغدادي، وهو فنان مصغر شعبي آخر خلال تلك الفترة الزمنية. ولم يتم حل التناقض بين أسلوب هذه اللوحة وتلك المنسوبة إلى عبد الحي حتى الآن. أحد الاستنتاجات المحتملة هو أن اسم "عبد الحي" لم يكن غير شائع في القرنين الخامس عشر والسادس عشر. ومن ثم فإنه من غير الممكن أن يكون "عبد الحي" مزيجاً من عدد كبير من الشخصيات الفنية.
وأهم لوحة جدارية كانت تزين القصر التيموري وتنسب إلى عبد الحي هي لوحة لامرأة وطفل. يُنسب هذا العمل عادةً إلى عبد الحي نظرًا لتشابهه المذهل مع رسوماته الهامشية في نسخة من ديوان أحمد جلاير.

### التأثير
وقد أثَّرت براعة عبد الحي وأسلوبه الفريد على الفنانين. على سبيل المثال، ساهم تلميذ عبد الحي، أحمد جلاير، برسم باللونين الأبيض والأسود لمخطوطة " أبي سعيد نامه" (كتاب أبي سعيد) تحت التأثير المباشر لعبد الحي. بالإضافة إلى ذلك، فإن عددًا من الصفحات المنسوبة إلى أواخر القرن الرابع عشر والمحفوظة في ألبومات مختلفة تحمل ملاحظة تفيد بأنها نُسخت من رسومات عبد الحي بواسطة محمد بن محمود شاه الخيام.
كان أحد تلاميذ عبد الحي، أحمد جلاير، قد أنتج رسومات أحادية اللون مماثلة بالأبيض والأسود لمرافقة مخطوطاته في كتاب أبو سعيد نامه (كتاب أبي سعيد). ورغم أن النصوص من تلك الفترة الزمنية لا تؤكد بشكل مباشر مشاركة عبد الحي أو تأثيره على هذه المخطوطات، فقد خَلُص العديد من العلماء بيقين راسخ إلى أن هذه الرسوم التوضيحية أنتجها عبد الحي. يمكن رؤية الدليل على ذلك في نص المخطوطة الذي ينص على أن الرسام الذي لم يُذكر اسمه، والذي كان يساعده أحمد بن عويس، أعدَّ نسخة (أبي سعيد نامه) المُحتويى على رسومات بالأبيض والأسود، وهي توقيع عبد الحي. هناك أيضًا عدد من اللوحات التي تنص صراحةً على أنها نُسخت من رسومات عبد الحي، ويمكن إرجاع تاريخ بعضها إلى أواخر القرن الرابع عشر.